# Buus
Buus es una comuna suiza del cantón de Basilea-Campiña, situada en el distrito de Sissach. Limita al noreste con la comuna de Maisprach, al norte con Zeiningen (AG), al este con Zuzgen (AG) y Hellikon (AG), al sureste con Hemmiken, al sur con Ormalingen y Rickenbach, y al oeste con Wintersingen.